# Zděný (rybník)
Rybník Zděný o rozloze 1,85 ha se nalézá u obce Lažany u silnice vedoucí do obce Čekanice. Rybník je využíván pro chov ryb.

## Galerie

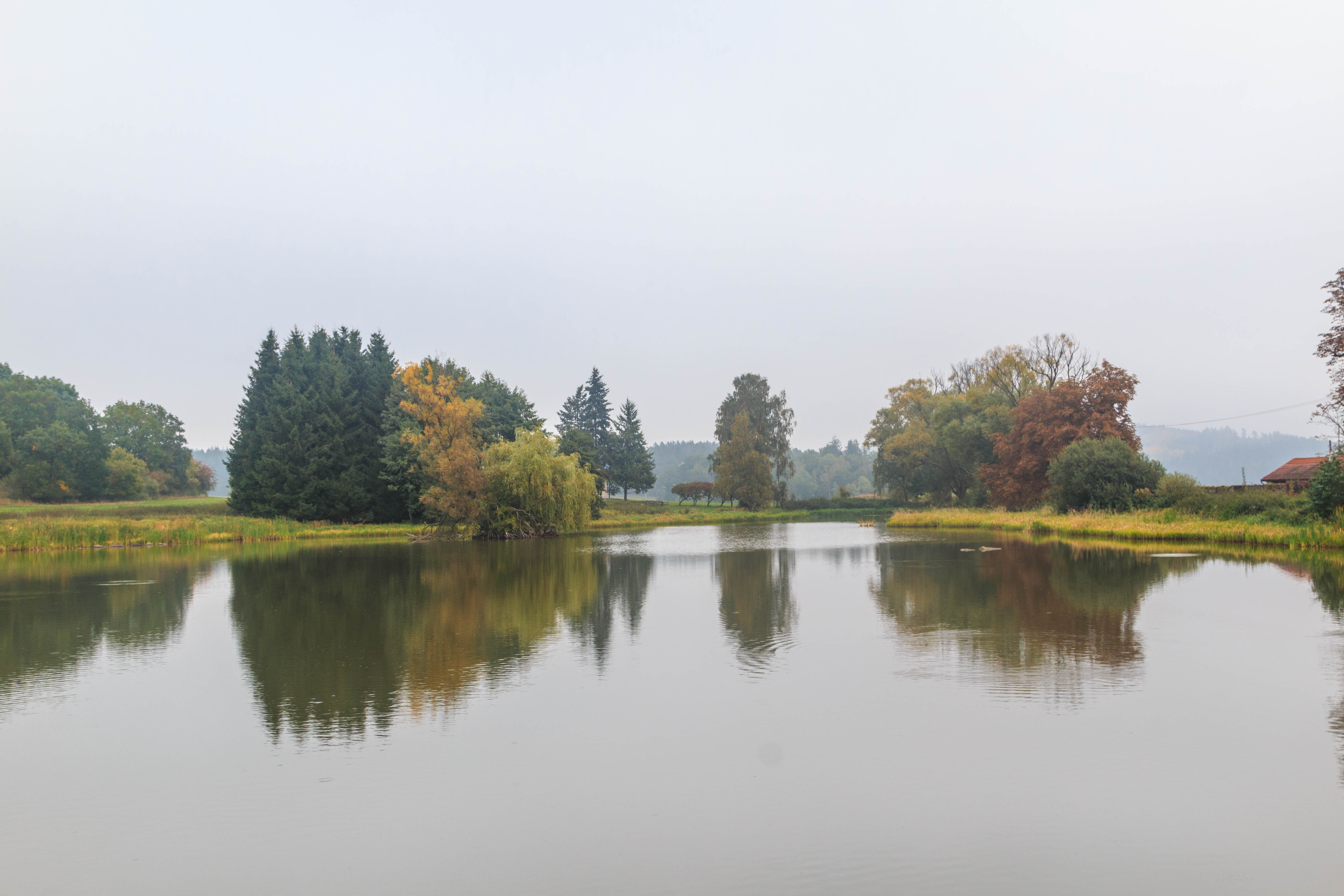
Podzim u rybníka Zděný
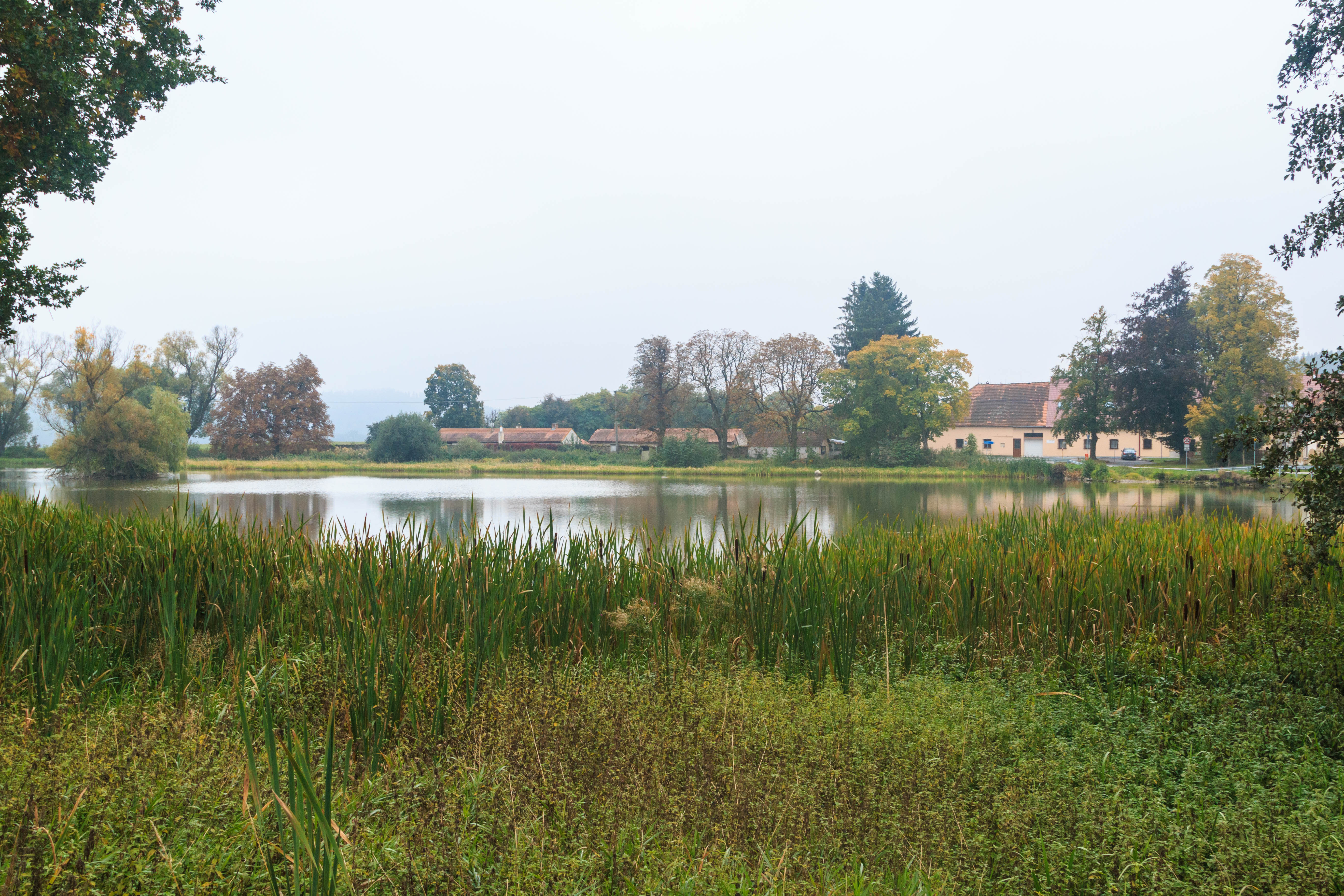
Podzim u rybníka Zděný